# Hajk Babajan

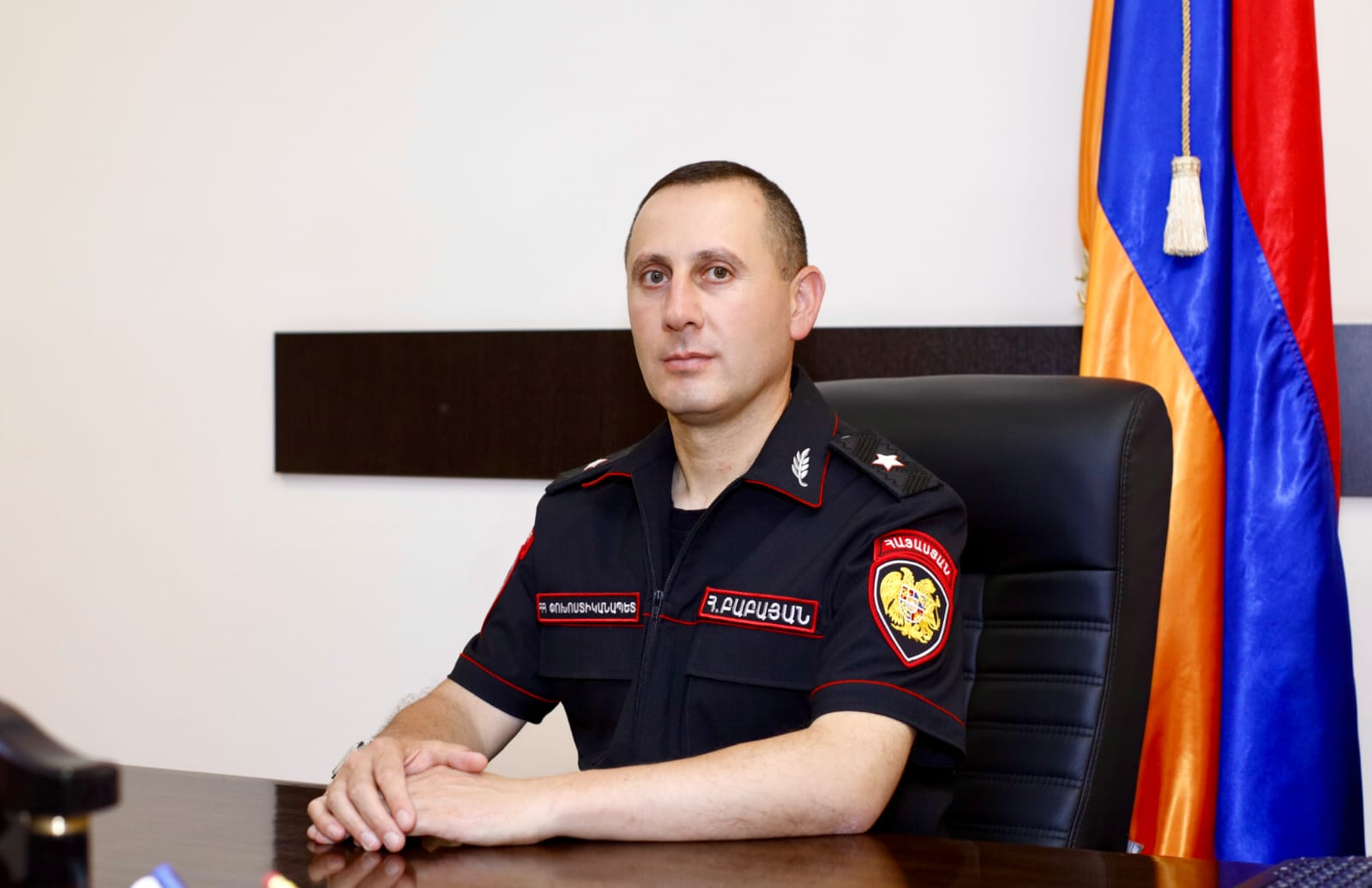
Hajk Babajan

Hajk Harutjuni Babajan (armenisch Հայկ Հարությունի Բաբայան; * 25. Dezember 1979 in Garni, Region Kotajk) ist ein armenischer Kommandeur der Polizei des Innenministeriums, stellvertretender Chef der Polizei des Innenministeriums und Mitglied des beratenden Gremiums (Kollegiums) des Innenministeriums im Rang eines Generalmajors.

## Leben
Hajk Babajan wurde am 25. Dezember 1979 im Dorf Garni in der Region Kotayk in einer Pädagogenfamilie geboren. In den Jahren 1986–1996 besuchte er die Sekundarschule Nr. 2 im Dorf Garni. Von 1996 bis 2000 setzte er sein Studium am Staatlichen Institut für Körperkultur und Sportwissenschaften Armeniens fort und erlangte den Beruf eines Trainer-Ausbilders. Im Jahr 2000 wurde er zum Wehrdienst der armenischen Streitkräfte in der nach Marschall Baghramyan benannten Militäreinheit eingezogen. Im selben Jahr studierte und absolvierte er die dreimonatigen Kurse des Offiziersqualifikationszentrums und erhielt den militärischen Rang eines Leutnants. Von 2000 bis 2010 diente er in der nach Marschall Baghramyan benannten Militäreinheit und bekleidete verschiedene Positionen.
Von 2010 bis 2012 diente er im 3. Armeekorps der armenischen Streitkräfte. In den Jahren 2013–2015 absolvierte er das Masterstudium des RA Police Educational Complex und schloss dieses mit dem Fachgebiet Rechtswissenschaft ab.
Von 2012 bis 2020 bekleidete er die Position des Stellvertreters für die Angelegenheiten des Kommandeurs der Polizeikräfte Armeniens. Im Rahmen seiner Tätigkeit leitete und führte er regelmäßig Bildungs-, Aufklärungs- und Wohltätigkeitsveranstaltungen durch. Hayk Babayan legte Wert auf die spirituelle Ausbildung von Militärangehörigen und organisierte häufig Treffen, Gespräche und Diskussionen mit dem stellvertretenden spirituellen Leiter der RA-Polizei, Ter Vrtanes Baghumyan, in den Einheiten der RA-Polizeikräfte, was zur Stärkung der moralischen und psychologischen Bildung des Militärpersonals beitrug und die Bildung und Entwicklung spiritueller und moralischer Werte förderte. Er organisierte auch Bildungsveranstaltungen und förderte die Entwicklung von Wissen, Fähigkeiten und Fertigkeiten der Soldaten sowie ihre Vorbereitung auf den Kampfeinsatz. Am 16. November 2020 wurde er per Dekret des armenischen Präsidenten zum Kommandeur der armenischen Polizeikräfte und zum stellvertretenden Polizeichef ernannt.
Auf Initiative von Babayan wurde am 12. November 2021 im Bereich neben dem Verwaltungsgebäude der Polizei der „Garten der Ewigkeit“ eröffnet, der den im 44-tägigen Krieg um Bergkarabach 2020 gefallenen Soldaten der Polizeikräfte gewidmet ist.
Babayan ist verheiratet und hat einen Sohn und eine Tochter.

## Auszeichnungen
- RA State Award „Combat Service“-Medaille [6] [7]
- Medaille 1. Grades der RA-Streitkräfte „Für tadellosen Dienst“.
- Medaille der RA-Streitkräfte „Für tadellosen Dienst“ 2. Grades
- Abteilungsmedaille „20. Jahrestag der armenischen Streitkräfte“.
- Medaille der Streitkräfte der RA „Für militärische Zusammenarbeit“.
- Medaille der RA-Polizei „Battle of the Law“.
- Jubiläumsmedaille „100-jähriges Jubiläum der Polizei“.
- Abzeichen „Für hervorragende Verdienste bei der Polizei“ 2. Klasse
- Abzeichen 1. Klasse „Für hervorragende Verdienste bei der Polizei“.
- Orden der Republik Artsakh „Kampfkreuz“ 2. Grades (2021)
- Medaille „Combat Support“ (April 2021)
- „Vazgen Sargsyan“-Medaille (April 2021)
- Medaille „30. Jahrestag der Grenzschutztruppen“ (Mai 2022)
- Jubiläumsmedaille „30 Jahre Streitkräfte der Republik Armenien“ (Mai 2022)
- Jubiläumsmedaille „30. Jahrestag der Polizei“ (Juni 2022)
- Jubiläumsmedaille „30 Jahre Staatssicherheitsdienst“ (Juni 2022)
- Medaille „Marschall Baghramyan“ (Juni 2022)
- Medaille „Für die Stärkung der Rechtsstaatlichkeit“ (November 2023)
- Medaille „Für Zusammenarbeit“, RA State Security Service (April 2024)